# Bulbophyllum canlaonense
Bulbophyllum canlaonense är en orkidéart som beskrevs av Oakes Ames. Bulbophyllum canlaonense ingår i släktet Bulbophyllum och familjen orkidéer.
Artens utbredningsområde är Filippinerna. Inga underarter finns listade i Catalogue of Life.